# Riedijk
De Riedijk is een straat in de stad Dordrecht, in de Nederlandse provincie Zuid-Holland. Het is het verlengde van de Voorstraat in oostelijke richting. Vóór de aanleg van de Merwekade vormde het de noordelijke afsluiting van de stad. Als havenstad had Dordrecht door de eeuwen heen een grote klandizie aan schippers en zeelieden. Met name de omgeving van de Riedijk was een echte uitgaansbuurt met talloze kroegen, danshuizen en bordelen.

## Geschiedenis
Tot 1450 werd Dordrecht aan de oostzijde van de stad beschermd en begrensd door de Torenstraat, die oorspronkelijk een dijk was. In die tijd hadden eb en vloed nog vrij spel. Van hieruit moet in de 14e eeuw de stad uitgebreid zijn tot de Riedijk, hoewel deze naam in 1284 al voorkomt. Van de 16e tot in de 19e eeuw schreef men Rietdijk. Geconcludeerd kan worden dat de naam met riet te maken heeft; de dijken aan de buitenkant werden mogelijk door riet bekleed.
De Riedijk ligt in het verlengde van de Voorstraat. Het is door de jaren heen een discussiepunt geweest waar precies de Voorstraat eindigde en de Riedijk begon. Uit 14e-eeuwse vermeldingen blijkt eveneens dat de naam werd gebruikt om een hele buurt mee aan te duiden.
Om de buurt van de waterlast te bevrijden, werd in 1450 de Bleijenhoek aangelegd als verlengde van de Riedijk. Achter de Bleijenhoek, aan het eind van de Riedijk, ligt de Riedijkshaven. Dit gebied werd dikwijls aangeduid als "Hoofd buiten de Riedijk" of "Riedijkshoofd".
Van 1578 tot 1603 werd het Nieuwpoortken op de Riedijk vermeld, en al eerder sprak men van tnijeuwe poortken staende opten Rietdijck. Waarschijnlijk was het een voorloper van het Melkpoortje dat in 1616 gebouwd werd. Het zijn eigenlijk twee poortjes in elkaars verlengde. Tegenwoordig is het een straatje dat de Riedijk met de Merwekade verbindt.
In 1589 werd aan het einde van de Riedijk de Riedijkspoort gebouwd, welke in 1833 werd afgebroken.
Vóór de sanering van de buurt liep van het Nieuwkerksplein naar de Riedijk de Riedijkstraat, die werd beschreven als kerck straetgen upten Riedijck. Deze straat bestaat niet meer. In diezelfde tijd verdween ook de Schotsentuin, die de Pompstraat met de Riedijk verbond en eveneens uitkwam op de Bleijenhoek. De huidige Pompstraat heette voorheen de Riedijksgracht, die in 1882 werd gedempt.